# Artstetten-Pöbring
Artstetten-Pöbring là một thị xã thuộc huyện Melk trong bang Niederösterreich.